# Emma Carrasco Cadens
Emma Carrasco Cadens   (Lleida, 31 de desembre de 2005) és una esportista catalana que competeix en natació. És especialista en l'estil combinat i va guanyar dues medalles al Campionat del Món Júnior de Natació de 2022 a Lima: or als 200 m braça i bronze als 200 m estils. Entrena al Centre d'Alt Rendiment de Sant Cugat del Vallès a les ordres de l'exnadadora olímpica Lourdes Becerra.